# HD 205688
HD 205688，又名BD+29 4456，SAO 89834、HR 8261，是一颗恒星，视星等为6.36，位于銀經80.23，銀緯-16.2，其B1900.0坐标为赤經21h 31m 52.5s，赤緯+29° -16.2′ 22″。